# Billy Donovan
Billy Donovan, właśc. William John Donovan Jr (ur. 30 maja 1965 w Rockville Centre) – amerykański koszykarz występujący na pozycji rozgrywającego, od zakończenia kariery zawodniczej – trener koszykarski. Od 2020 trener Chicago Bulls.
W sezonie 2014/15 został drugim najmłodszym trenerem w historii NCAA (za Bobem Knightem), który uzyskał co najmniej 500 zwycięstw w karierze.

## Osiągnięcia
Stan na 27 lutego 2017, na podstawie, o ile nie zaznaczono inaczej.
Zawodnicze
- Uczestnik NCAA Final Four (1987)
- Zaliczony do I składu konferencji Big East (1987)

Trenerskie
- Mistrz:
  - NCAA (2006, 2007)
  - regionalny NCAA – Final Four (2000, 2006, 2007, 2014)
  - turnieju konferencji Southeastern (SEC – 2005–2007, 2014)
  - sezonu regularnego SEC (2000, 2001, 2007, 2011, 2013, 2014)
  - Ameryki U–18 (2012, 2014)
  - świata U–19 (2013)
- Trener Roku:
  - SEC (2011, 2013, 2014)
  - SoCon (1995)
- Laureat:
  - Amos Alonzo Stagg Coaching Award (2006)
  - John R. Wooden Legends of Coaching Award (2010)